# ليسينوبريل/أملوديبين
ليسينوبريل/أملوديبين، ويُباع تحت الاسم التجاري ليزونورم، هو دواء يستخدم لعلاج ارتفاع ضغط الدم. يُعتبر مركبًا بين مثبطات الإنزيم المحول للأنجيوتنسين والأملوديبين (من حاصِرات قنوات الكالسيوم). يمكن استخدامه عندما يكون ضغط الدم مضبوطًا جيدًا. يُؤخذ هذا الدواء عن طريق الفم.
قد تتضمن الآثار الجانبية للدواء انخفاض ضغط الدم والقصور الكلوي ومرض الكبد والسعال وارتفاع نسبة البوتاسيوم في الدم. لا يجب استخدامه عند للأشخاص الذين أُصيبوا سابقًا بوذمةٍ وعائية بسبب مثبطات الإنزيم المحول للأنجيوتنسين. لا ينصح باستخدامه أثناء الحمل أو الرضاعة الطبيعية. يعمل ليزينوبريل عن طريق تقليل الأنجيوتنسين II وزيادة البراديكينين، بينما يقلل الأملوديبين من دخول الكالسيوم إلى خلايا عضلة القلب وخلايا الدم.
تمت الموافقة على هذه التركِيبة للاستخدام الطبي في أوروبا في عام 2008. هذه المُركب مدرجٌ في قائمة الأدوية الأساسية لمنظمة الصحة العالمية وهي الأدوية الأكثر أمانًا والأكثر فعالية اللازمة في النظام الصحي. على الرغم من توفره في الهند وأوروبا، إلا أنه غير متاحٍ في كندا وأستراليا والولايات المتحدة منذ عام 2019.